# Toute nouvelle tendance
Toute nouvelle tendance (TNT) est une émission de télévision française diffusée du lundi au vendredi sur Guyane 1re qui se consacre à l'actualité de la télévision, des médias et de la Guyane.

## Concept
L'émission débat chaque soir du lundi au vendredi sur la tendance du jour qui est décortiquée par des chroniqueurs et humoristes qui énoncent leurs propres « théories ». Puis les analystes, experts, journalistes et le public se retrouvent sur le plateau de TNT pour échanger sur cette thématique qui peut être de nature : économique, sociale, sportive, écologique… Les téléspectateurs pourront eux aussi prendre part à l’émission en échangeant par mail, téléphone, tweet...